# 党卫队国外德意志民族事务部
国外德意志民族事务部（德語：Hauptamt Volksdeutsche Mittelstelle，缩写为VoMi）组建于1937年，最初是纳粹党的一个部门，但是受党卫队领导，1941年6月并入党卫队门下，它的职责是维护纳粹德国国外德意志人的权益并劝说其回国，1939年二战爆发之后，党卫队国外德意志民族事务部和党卫队强化德意志民族性国家专员部负责将德意志族人殖民到纳粹德国占领的土地上去。

## 历史

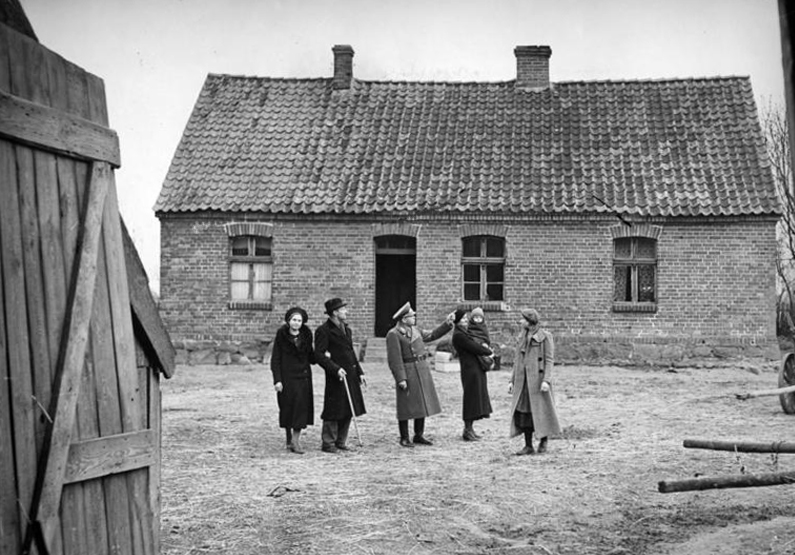
1939年11月，在重返帝國运动中，国外的德意志族人在纳粹德国占领下的波兰被带到被房屋面前参观。

1937年之前纳粹德国就有一些维护国外的德意志族人权益并号召其回归祖国的机构和协会，1937年纳粹党正式组建了“国外德意志民族事务部”，该部由党卫队全国领袖海因里希·希姆莱控制，希姆莱任命维尔纳·洛伦茨为部长，国外德意志民族事务部从1937年到1941年一直是纳粹党而非党卫队的机构，但是由于该部是阿道夫·希特勒交给希姆莱负责的，希姆莱使其成为党卫队的附庸，他将党卫队成员安插进去并劝说国外德意志民族事务部的人加入党卫队。
1939年前，国外德意志民族事务部负责运送国外的德意志族人归国并在转运营里照顾他们，党卫队人种与移居部则负责对这些回国的德意志族人进行甄别并将犹太人、吉普赛人等民族从他们的土地上赶走。
1939年—1940年部分归国的德意志族人数目如下表所示：
| 年份           | 移民前所在区域           | 移民移民后主要安置区域                                             | 人数      |
| -------------- | ------------------------ | ------------------------------------------------------------------ | --------- |
| 1939           | 意大利的南提洛地区       | 奥地利的北蒂罗尔地区, 奥地利的克恩顿地区                           | 100.000人 |
| 1939年         | 苏联1939年占领的波兰领土 | 纳粹德国直接控制区域（不包括傀儡政权控制区）                       | 28.000人  |
| 1940年         | 波兰总督府控制地区       | 纳粹德国直接控制区域（不包括傀儡政权控制区）                       | 30.000人  |
| 1939年和1940年 | 爱沙尼亚                 | 纳粹德国直接控制区域（不包括傀儡政权控制区）                       | 13.000人  |
| 1939年和1940年 | 爱沙尼亚                 | 纳粹德国直接控制区域（不包括傀儡政权控制区）                       | 49.000人  |
| 1941年         | 拉脱维亚                 | 纳粹德国直接控制区域（不包括傀儡政权控制区）                       | 16.000人  |
| 1941年         | 拉脱维亚                 | 纳粹德国直接控制区域（不包括傀儡政权控制区）                       | 50.000人  |
| 1940年         | 比萨拉比亚               | 纳粹德国直接控制区域（不包括傀儡政权控制区）和奥地利的施蒂利亚地区 | 93.000人  |
| 1940年         | 北布科维纳               | 纳粹德国直接控制区域（不包括傀儡政权控制区）和奥地利的施蒂利亚地区 | 42.000人  |
| 1940年         | 南布科维纳               | 纳粹德国直接控制区域（不包括傀儡政权控制区）和奥地利的施蒂利亚地区 | 55.000人  |
| 1940年         | 北多布羅加               | 纳粹德国直接控制区域（不包括傀儡政权控制区）                       | 14.000人  |

1939年9月，纳粹德国入侵波兰之后，希特勒成立了强化德意志民族性国家专员部来协调国外德意志民族事务部和党卫队人种与移居部的工作，从此国外德意志民族事务部接受强化德意志民族性国家专员部的领导。

## 结构

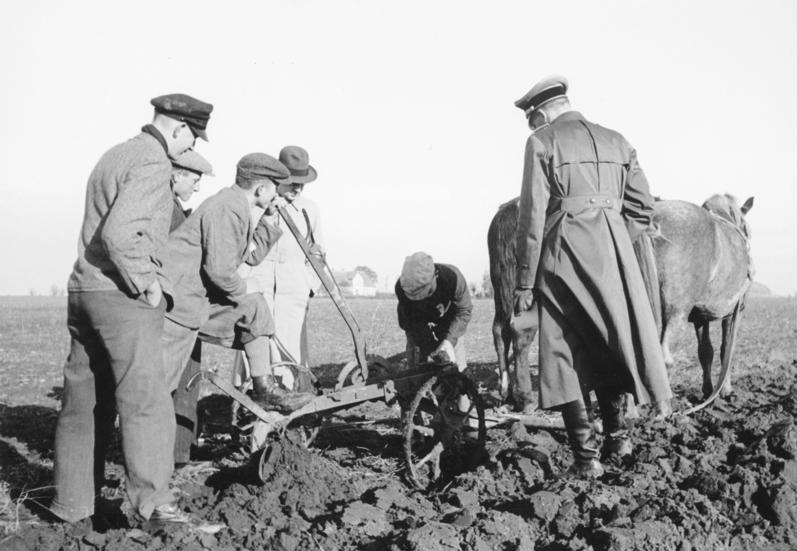
1940年，在波兰已经定居下来了的归国德意志族人正在接受农业方面的培训。

党卫队国外德意志民族事务部在1942年时的结构如下：
- 第1局，总务局（德語：Führungsamt）
- 第2局，组织与人事局（德語：Organisation und Personal），这是由党卫队保安局及其继承者党卫队国家安全部控制的一个部门，负责对国外德意志人进行安插间谍和反间谍工作，后来它还负责国外德意志人分配工作岗位。
- 第3局，财务与经济管理局（德語：Finanzen, Wirtschaft und Vermögensverwaltung），负责国外德意志民族事务部的财务工作。
- 第4局，宣传局（德語：Informationen），负责对国外德意志人的宣传工作，如出版报纸等，它与戈培尔领导的纳粹德国国民教育与宣传部联系紧密。
- 第5局，文化和教育局（德語：Deutschtumserziehung），负责给国外德意志人提供文化教育工作。
- 第6局，归国德意志人事务局（德語：Sicherung Deutschen Volkstums im Reich），负责国外德意志人的社会福利工作
- 第7局，东欧德意志人事务局（德語：Sicherung Deutschen Volkstums in den neuen Ostgebieten）
- 第8局，文化历史整理局（德語：Kultur und Wissenschaft），负责归国德意志人的文化和历史的整理、归档。
- 第9局，归国德意志族人政治局（德語：Politische Führung Deutscher Volksgruppen），负责归国德意志族人的思想政治工作和思想监控工作，它被党卫队认为是国外德意志民族事务部中最重要的一个局。
- 第10局，归国德意志族人经济局（德語：Führung der Wirtschaft in den Deutschen Volksgruppen），负责向归国德意志人提供就业项目和农业、信用等帮助持。
- 第11局，安置局（德語：Umsiedlung），负责归国德意志人的安置定居工作。